# Jungfrau Finnland

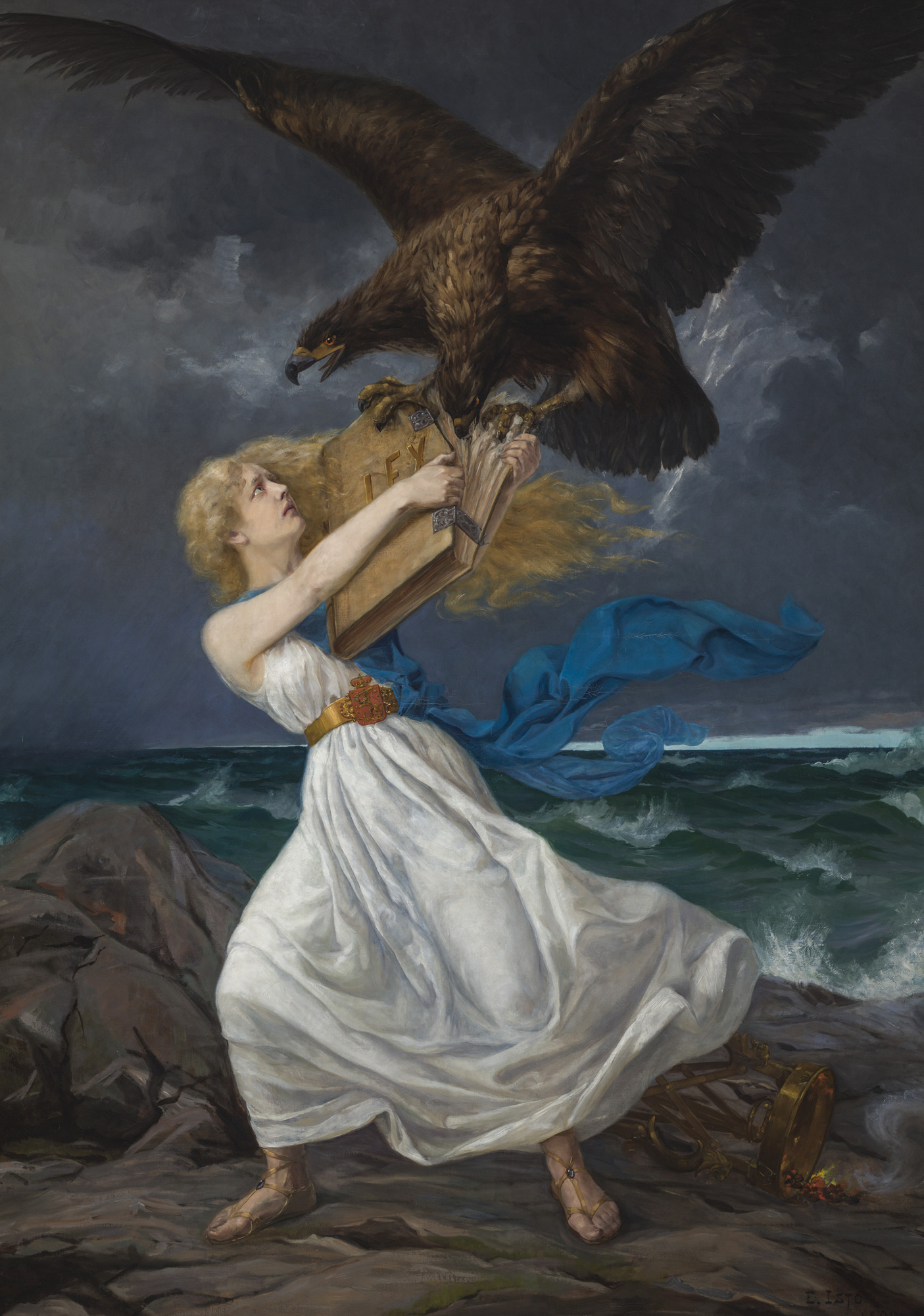
Hyökkäys („Der Angriff“) – Gemälde von Eetu Iso, 1899. Die Jungfrau Finnland erwehrt sich hier des russischen Doppeladlers

Jungfrau Finnland, originalsprachlich Suomi-neito (finnisch) oder Finlands mö (schwedisch), ist die nationale Personifikation Finnlands.
In der Kunst wird sie meist als junge Frau mit wallendem blonden Haar und blauen Augen, gewandet in blau und weiß, den Farben der finnischen Flagge, dargestellt. Sie wurde erstmals im 18. Jahrhundert noch unter dem Namen Aura (nach dem Fluss Aura) poetisch-allegorisch als Tochter der Svea, der Personifikation Schwedens, dargestellt und wurde unter dem Namen Suomi-neito bzw. Finlands mö zu einer Symbolfigur der im 19. Jahrhundert unter russischer Herrschaft erwachenden finnischen Nationalromantik. Gelegentlich wurde sie seitdem auch mit der im finnischen Nationalepos Kalevala erwähnten mythischen Jungfrau Aino gleichgesetzt.
Der Begriff „Jungfrau Finnland“ wird auch auf die geographische Gestalt des Landes bezogen, wie sie sich auf der Landkarte darstellt: Mit etwas Fantasie lässt sich eine vollschlanke Frau erkennen. Nordlappland mit Inari und Utsjoki stellt in dieser Deutung den Kopf der Jungfrau dar, Enontekiö den rechten erhobenen Arm. Ihren zweiten Arm, die Gegend um Petsamo (russisch Petschenga), trat Finnland nach der Niederlage im Fortsetzungskrieg an die Sowjetunion ab; er ist heute russisches Staatsgebiet. Der linke Arm wird daher heute angewinkelt dargestellt.

## Trivia
Die südwestfinnische Stadt Turku bekommt als Folge der konsequenten Deutung dieses Vexierbilds manchmal den scherzhaften Beinamen ‚Finnlands Arsch‘ (Suomen perse).